# جانی هوپر (واترپلو)
جانی هوپر (انگلیسی: Johnny Hooper؛ زادهٔ ۲۴ ژوئن ۱۹۹۷) ورزشکار واترپلو اهل ایالات متحده آمریکا است که به نمایندگی از این کشور در بازی‌های المپیک تابستانی ۲۰۲۰ و بازی‌های المپیک تابستانی ۲۰۲۴ شرکت کرده است.

## زندگی‌نامه
جانی هوپر در لس آنجلس زاده شده است و پدرش اهل ایالات متحده، و مادرش اهل ژاپن است. او دانش‌آموختهٔ دانشگاه کالیفرنیا، برکلی است و به‌عنوان بازیکن واترپلو در این دانشگاه ۲۴۵ گل به ثمر رسانده است که او را به یکی از بازیکنان با بیشترین امتیازها در تاریخچهٔ این برنامه تبدیل کرده است.